# 青山学院大学体育会サッカー部
青山学院大学体育会サッカー部（あおやまがくいんだいがく たいいくかいサッカーぶ）は神奈川県相模原市中央区にある青山学院大学のサッカークラブである。

## 概要・歴史
1923年設立。部自体は相模原キャンパスを拠点に活動しているが、大学の本拠地が東京都であるため、都の大学リーグに参加している。
1988年の天皇杯では、創部以来初めて東京都代表として本戦に出場した（1回戦で本田技研に敗北）。
1998年の総理大臣杯では、決勝で早稲田大学に敗れたものの、史上最高となる準優勝の成績を収めた。

## 主な成績
- 総理大臣杯全日本大学サッカートーナメント
  - 準優勝：1回（1998）
- 東京都サッカートーナメント（兼天皇杯全日本サッカー選手権大会東京都予選）
  - 優勝：2回 (1996, 1997)

## 主な出身選手
1975年度卒
- 上田栄治

1987年度卒
- 芳賀敦

1988年度卒
- 公文裕明

1992年度卒
- 池田太
- 小屋禎
- 川合孝治

1993年度卒
- 戸倉健一郎
- 細川浩三
- 三浦淳寛※中退

1994年度卒
- 福永泰
- 大木勉※中退

1995年度卒
- 仲田建二

1996年度卒
- 加賀見健介

1997年度卒
- 堀井岳也

1998年度卒
- 北慎

2001年度卒
- 村山浩史

2002年度卒
- 北村隆二

2006年度卒
- 高沢尚利

2007年度卒
- 田坂祐介
- 下地奨
- 川鍋良祐

2008年度卒
- 中村祐人

2009年度卒
- 奈良林寛紀

2010年度卒
- 武田英二郎

2011年度卒
- 田端信成
- 地頭薗雅弥
- 新裕太朗

2012年度卒
- 平田俊英

2015年度卒
- 山田修平
- 荒木大吾

2018年度卒
- 小泉佳穂

2019年度卒
- 池庭諒耶

2021年度卒
- 後藤田亘輝
- 小澤秀充

2022年度卒
- 鈴直樹